# Serie de composición
En matemáticas, y en particular en álgebra abstracta, se denomina serie de composición de un grupo {\displaystyle G} a una sucesión finita {\displaystyle S}
{\displaystyle S:\{1\}=G_{0}\subsetneq G_{1}\subsetneq ...\subsetneq G_{n-1}\subsetneq G_{n}=G}
en la que cada grupo {\displaystyle G_{i-1}} es un subgrupo normal de {\displaystyle G_{i}}, y cada grupo cociente {\displaystyle G_{i}/G_{i-1}} es simple. A estos grupos cociente se les denomina factores de la serie. Conviene señalar que no es preciso que cada grupo {\displaystyle G_{i}} sea normal en {\displaystyle G}, sino solo en el siguiente grupo de la serie (la normalidad no es una propiedad transitiva).
La serie de composición de un grupo {\displaystyle G} no se puede refinar, en el sentido de que no se puede intercalar un grupo entre dos elementos consecutivos de la serie. Un grupo puede no admitir ninguna serie de composición, por ejemplo cuando {\displaystyle G} es infinito y abeliano. Sin embargo, si un grupo {\displaystyle G} admite una serie de composición, entonces sus factores son únicos, salvo por el orden o por isomorfismo de grupos.

## Unicidad de la serie de composición
Se dice que dos series 
{\displaystyle S:\{1\}=G_{0}\subsetneq G_{1}\subsetneq ...\subsetneq G_{n-1}\subsetneq G_{n}=G}, y
{\displaystyle T:\{1\}=H_{0}\subsetneq H_{1}\subsetneq ...\subsetneq H_{m-1}\subsetneq H_{m}=G}
son equivalentes si {\displaystyle m=n} y existe una permutación {\displaystyle \sigma } del conjunto de {\displaystyle n} elementos tal que
{\displaystyle G_{i}/G_{i-1}\simeq H_{\sigma (i)}/H_{\sigma (i)-1}}.
Es decir, dos series son equivalentes si sus grupos factores son isomorfos uno a uno, independientemente del orden.
El teorema de Jordan-Hölder establece que si dos series {\displaystyle S} y {\displaystyle T} son series de composición de un mismo grupo {\displaystyle G}, entonces ambas series son equivalentes. En consecuencia, se puede decir que la serie de composición de un grupo es única (salvo equivalencia).
La serie de composición de un grupo refleja parte de su estructura interna. Sin embargo, no refleja su tipo de isomorfismo, ya que dos grupos no isomorfos entre sí pueden tener series de composición equivalentes. Un ejemplo lo forman el grupo de los cuaterniones {\displaystyle Q_{8}} y el grupo diedral {\displaystyle D_{4}}. Estos dos grupos no son isomorfos, aunque tienen el mismo orden; sin embargo sus factores son en ambos casos tres copias del grupo cíclico {\displaystyle \mathbb {Z} /2\mathbb {Z} }. Ello significa que no siempre hay una única forma de combinar grupos factores, proceso que se denomina extensión de grupos.